# Allaria
Allaria (in greco antico: Ἀλλαρία?) era una città dell'antica Grecia ubicata sull'isola di Creta.

## Storia
Viene citata da Polibio come il luogo di origine di un soldato di nome Cnopias, uno degli incaricati dell'organizzazione di un esercito di mercenari ad Alessandria d'Egitto, da parte di Sosibio e Agatocle, ministri di Tolomeo IV, alla fine del III secolo a.C.
Viene anche menzionata nella lista delle città cretesi che firmarono un trattato di alleanza con Eumene II di Pergamo nel 183 a.C.
Sono state ritrorvate monete coniate da Allaria riportanti la data degli anni 330-280 a.C.sulle quali figura l'iscrizione «ΑΛΛΑΡΙΩΤΑ(Ν)».
La sua posizione esatta non è nota, ma si ritiene che fosse situata vicino ad Eleuterna.